# مسجد سونغاي بانار
مسجد سونغاي بانار هو واحد من أقدم المساجد في مقاطعة كليمنتان الجنوبية، يقع المسجد ععلى بعد حوالي 3 أميال عن امونتاي هولو في سونغاي باتار، وتحديدا في قرية كوانتان جنوب امونتاي في إندونيسيا.

## التاريخ
أنشئ أول مسجد في البلاد على نهر بانار (الآن جنوب امونتاي) في العام 1804 الموافق 1218 هـ، ووثقت هذه الملاحظة على منحوتات المسجد والتي لا تزال تستخدم، ويقال إن عددا من السكان الذين يتعلمون من امونتاي مثل الشيخ محمد ولي الله قد سعوا ببناء مسجد في منطقة امونتاي، في ذلك الوقت لم يكن هناك مسجد في المنطقة، فقلم المجتمع ابالاستعداد لبناء المسجد، وجمعوا الصخور والخشب وألواح والمواد الخام مثل الخشب والأعمدة، وكان الموقع الأول المحدد للمسجد ابلغ مساحته حوالي 500 متر وتم بناء المسجد، وفي وقت لاحق بني مسجد جديد مكان المسجد الأصلي القديم، المبنى الأصلي للمسجد كان قياسه 25 متر في 20 متر، على شكل بيت تقليدي من بيوت بنجر، في حين أن المنبر هو هبه خاصة من محمود أحد قادة المجتمع المحلي، أما منحوتات المسجد فقد قام بها خبيرين نحت في ذلك الوقت وهما بوها وطاهر، بني المنبر من الخشب وقياسه 3.8 متر في متر مع ارتفاعه الإجمالي 4.5 متر .